# Corentin Le Fur (homme politique)
Pour les articles homonymes, voir Corentin Le Fur et Le Fur.
Corentin Le Fur, né le 13 décembre 1989 dans le 13e arrondissement de Paris, est un homme politique français.

## Biographie
Membre des Républicains, conseiller municipal à Quintin depuis 2020, il est élu député de la 3e circonscription des Côtes-d'Armor lors des élections législatives anticipées de 2024, succédant à son père Marc Le Fur, député de la circonscription de 1993 à 1997 et de 2002 à 2024,.
Il grandit à Quintin et fait ses études à Paris. Il est diplômé d’HEC et du CFJ.
Après un début de carrière dans le conseil aux entreprises, il est embauché à l’Assemblée nationale par Christian Jacob. Il exerce notamment comme conseiller législatif du groupe LR, chargé du suivi des travaux de la commission des Finances.